# فيرخ-كاتونسكوي
فيرك-كاتونسكوي (بالروسية: Верх-Катунское) هي مدينة في مقاطعة ألطاي كراي في روسيا. يبلغ عدد سكانها حوالي 2928 نسمة.